# قندرون (سرده)
قندرون (نام علمی: Chondrilla) نام یک سرده از تیره کاسنیان است.